# الدوري السوداني الممتاز 2010
الدوري السوداني الممتاز 2010 (بالإنجليزية: 2010 Sudan Premier League)‏ هو موسم من الدوري السوداني الممتاز لكرة القدم. فاز فيه الهلال السوداني.